# КНДР на зимних Олимпийских играх 2006
КНДР принимала участие в Зимних Олимпийских играх 2006 года в Турине (Италия) в седьмой раз за свою историю, но не завоевала ни одной медали.